# 뷰렛

현재 사용되는 뷰렛의 그림

뷰렛(독일어: Bürette, 영어: burette, buret, 문화어: 뷰레트)은 분석 화학에서 방울로 떨어트린 액체의 양을 측정하는 데에 사용되는 실험 기구이다. 부피 측정용 뷰렛은 액체의 측정된 양을 알려준다. 피스톤 뷰렛은 주사기와 비슷하지만 정밀 보어(precision bore)와 플런저가 있다. 피스톤 뷰렛은 수동으로 조작할 수 있고 전동식인 것도 있다. 무게 측정용 뷰렛은 액체의 측정된 무게를 알려준다.